# Zhang Yanquan
Zhang Yanquan (en chino: 张雁全; Chaozhou, 13 de junio de 1994) es un deportista chino que compitió en saltos de plataforma.
Participó en los Juegos Olímpicos de Londres 2012, obteniendo una medalla de oro en la prueba sincronizada (junto con Cao Yuan). Ganó una medalla de bronce en el Campeonato Mundial de Natación de 2013 y una medalla de oro en los Juegos Asiáticos de 2014, ambas en la prueba de plataforma 10 m sincro.

## Palmarés internacional
| Juegos Olímpicos   | Juegos Olímpicos        | Juegos Olímpicos  | Juegos Olímpicos       |
| Año                | Lugar                   | Medalla           | Prueba                 |
| ------------------ | ----------------------- | ----------------- | ---------------------- |
| 2012               | Londres (Reino Unido)   | Medalla de oro    | Plataforma 10 m sincro |
| Campeonato Mundial |                         |                   |                        |
| Año                | Lugar                   | Medalla           | Prueba                 |
| 2013               | Barcelona (España)      | Medalla de bronce | Plataforma 10 m sincro |
| Juegos Asiáticos   |                         |                   |                        |
| Año                | Lugar                   | Medalla           | Prueba                 |
| 2014               | Incheon (Corea del Sur) | Medalla de oro    | Plataforma 10 m sincro |